# Magny (Górny Ren)
Magny – miejscowość i gmina we Francji, w regionie Grand Est, w departamencie Górny Ren.
Według danych na rok 1990 gminę zamieszkiwało 187 osób, 43 os./km².